# Dzsapa
A dzsapa (szanszkrit: जप, jelentése: suttogás, ismétlés, kántálás) egy szent név vagy bármely mantra ismétlése. A dzsapa a jóga fontos tagja (anga) és a mantra-jóga fő eleme. A guru által a beavatás során (díksá) átadott bídzsa mantra (egyetlen vagy több mantra) ismételgetése. 
Dzsapázáskor az ismétlések számlálásához gyakran imafüzért (málát) használnak. A hinduizmus nézetében a dzsapa megtisztítja a szívet, lecsendesíti az elmét és a legfőbb békét nyújtja. A dzsapa többek közt az, ami egyesíti a hívőt az Úrral. Elhozza az istentudatosságot és segít a kundalini felébresztésében. 
Minden szóban erő, sakti lakozik. A guruk tanítása alapján egy szent név vagy Isten nevének ismétlése – helyesen vagy helytelenül, tudatosan vagy öntudatlanul, odafigyeléssel vagy anélkül kántálva – mindig elhozza a kívánt eredményt. Amint egy dolog vagy tárgy neve felébreszti az elmében az arról való tudatosságot, úgy Isten neve istentudatosságot eredményez a megtisztult elmében, és közvetlenül szolgálja a legmagasabb rendű tökéletességet vagy Isten felismerését. 

## Gyakorlata
A dzsapa gyakorlatának útmutatói Szvámi Sivananda alapján  : 
- A dzsapához a leghatékonyabb időszak a kora hajnal és az alkonyat, amikor a szattva uralkodik.
- Elkezdése előtt ajánlott elmondani néhány imát.
- A mantra minden egyes hangját jól érthetően és helyesen kell kiejteni.
- A mantra ismétlése ne legyen túl gyors, se túl lassú. Csak akkor ajánlott növelni a sebességét, ha az elme elkalandozik.
- Ne akarjunk sietve túltenni a dzsapán, mint ahogy valaki siet befejezni a munkáját. Nem az ismétlések száma, hanem a belső átélés és az elme egyhegyűsége az, ami segíti a törekvőt az istentudatosság eléréséhez.
- A málá használata segít, hogy az egyén megőrizze az éberségét, és arra ösztönzi, hogy megállás nélkül folytassa a dzsapát. Haladóknak azonban már nincs rá szükségük.
- Miután befejeztük a dzsapát, ajánlott még egy darabig ülő helyzetben maradni, és nem azonnal a világi tevékenységek közepébe vágni. Üljünk csendben még legalább 10 percig, mormoljunk valami imát, vagy idézzük fel az Úr képét, tulajdonságait.